# نادي النصر (الإمارات)
نادي النصر الثقافي الرياضي هو نادي كرة قدم إماراتي تأسس في عام 1945 ويعد أول نادي رياضي يتأسس في الإمارات العربية المتحدة ويلقب «العميد».

## التاريخ

الشعار السابق للنصر

تأسس نادي النصر في العام 1945م على أرض محمد علي زينل بالغبيبة على يد مجموعة من الشبان كان لهم رؤية طموحة وحماس كبير لتكوين فريق لكرة القدم، وصدر القرار بعد ثلاث سنوات لتشكيل الفريق من خلال رؤية مهمة وخلاقة، وهكذا ولد نادي النصر العريق الذي نعرفه اليوم.
تجمع اللاعبون في منزل السيد محمد علي زينل في منطقة الغبيبة وكانوا كالآتي: (المر بن حريز، عتيق بن أحمد المري، عقيل محمد صالح، محمد سعيد الملا، ثاني بن عيسى، ماجد بن خلفان، محمد عبد الرحمن خان صاحب، عبد الوهاب كلداري).
وفي عام 1948 أُتخذ قرار تأسيس النادي، وتم تحديد أنظمته وقوانينه وشروط عضويته ومساهمات أعضائه من اشتراكات وتبرعات، وتم الاتفاق على شراء الكرات من التجار الذين كانوا يحضرونها معهم من بومباي، وكان اللاعبون يرتدون قمصاناً مخططة باللونين الأحمر والأبيض وسمي بدايةً بالأهلي.
الخمسينات
في عام 1951م أمر الشيخ راشد بن سعيد آل مكتوم «رحمه الله» بإقامة مقر للنادي في أحد المقاهي قرب سوق السمك، وكان المقهى عبارة عن غرف للإيجار، فاستأجروا غرفتين واحدة للتجمع والجلوس والأخرى للقراءة، وكان معهم الشيخ محمد بن حشر وأحمد بن سليم.
انتقل بعد ذلك الشباب إلى مقر الشيخ سعيد بن مكتوم بالشندغة حيث منحهم مجلسا وبعض الغرف لتكون مقرا للنادي. في منتصف الخمسينات انتقل النادي إلى منزل عبد القادر بالغبيبة. انضم إلى النادي في الخمسينات حميد مطر الطاير وحميد بن دري وجمعة جعفر ومحمود أستاذي وغلام علي وعبد الرحيم نبي وكذلك إسماعيل جيرمن وكان من أفضل اللاعبين في دبي.
وفي أواخر الخمسينات انضم إلى النادي مجموعة جديدة من الشباب بقيادة الشيخ مانع بن خليفة آل مكتوم والذي كان لاعباً في الفريق ومعه سعيد سيف وسعيد بوجسيم وإبراهيم جمعة والشيخ مروان بن مكتوم ويوسف حبيب وعتيق ثاني وكرامة وعبد الكريم مبارك وراشد بوجسيم وحمد بطي المسعود.
الستينات
في عام 1960م وعقب عودة الفريق من دولة قطر اقترح اللاعبون تغيير اسم الفريق بسبب تعدد الهزائم التي تلقاها، واقترح إبراهيم جمعة لاعب النصر اسم (النصر) لوجود فريق في قطر يحمل الاسم ذاته يحصد البطولات والدروع، فجاء قرار التغيير ليرتبط الاسم بالبطولات والانتصارات.
وكانت أول مباراة لعبها الفريق بالاسم الجديد أمام فريق النسور من ديرة، وقد فاز النصر 12 / صفر، وقرر فريق النسور بعد ذلك عدم الاستمرار في ممارسة اللعبة بعد تلك الخسارة الثقيلة، فتنازلوا عن قمصانهم الزرقاء ومنحوها للاعبي النصر.
وبعد تغيير الاسم عام 1960م، انتقل الشباب إلى مقر جديد هو منزل كبير في الشندغة كان يملكه عتيق بن أحمد المري. وفي منتصف الستينات قام الشيخ راشد بن سعيد آل مكتوم بمنح النادي قطعة أرض بالقرب من الحوض الجاف وأُحيطت بسور ولم يكتمل البناء.
بعد ذلك بفترة بسيطة قام نادي النصر بدعوة الشيخ زايد بن سلطان آل نهيان رئيس الدولة «رحمه الله» عند زيارته لدبي لزيارة مقر النادي الجديد، وأقام النادي حفلا تكريمياً، وتبرع الشيخ زايد بـ 60 ألف درهم لبناء النادي إضافة إلى منحهم سيارة لاند روفر هدية لنادي النصر.
وفي فترة الستينات أصبح الشيخ حمدان بن راشد آل مكتوم وزير المالية والصناعة رئيساً للنادي.
السبعينات
في عام 1978م قام الشيخ راشد بن سعيد آل مكتوم بافتتاح استاد آل مكتوم كواحد من منارات الرياضة في الإمارات وأحدث ملاعبها. واستضاف النصر على مدار سنوات طويلة أهم الأندية العالمية على رأسها سانتوس ونجمه الأسطوري بيليه عام 1970م وكذلك ليفربول الإنكليزي مرتين إحداها عام 1978م وهو بطل أوروبا.
وتمكن نادي النصر خلال عامي 1978 و1979 من تحقيق بطولة الدوري، وكان رافدا أساسيا لتزويد المنتخبات الوطنية بأبرز اللاعبين.

## الإنجازات

### الألقاب المحلية
- الدوري الإماراتي للمحترفين
  - البطل (3): 1977–78, 1978–79, 1985–86
  - الوصيف (4): 1980–81, 1984–85, 1999–2000, 2011–12
- كأس رئيس الدولة
  - البطل (4): 1984–85, 1985–86, 1988–89, 2014–15
  - الوصيف (8): 1974–75, 1979–80, 1983–84, 1991–92, 1996–97, 2016–17, 2020–21, 2023–24
- كأس السوبر الإماراتي
  - البطل (2): 1990, 1996
  - الوصيف (1): 2015
- كأس الاتحاد الإماراتي
  - البطل (3): 1987–88, 1999–2000, 2001–02
- كأس رابطة المحترفين الإماراتية
  - البطل (2): 2015, 2020
- كأس الدوري المشترك
  - البطل (1): 1984–85
- بطولة كأس أدنوك
  - البطل (1): 1993

### الألقاب الخارجية
- دوري أبطال الخليج
  - البطل (1): 2014
- كأس السوبر القطري الإماراتي
  - البطل (1): 2025

## تشكيلة الفريق الحالية
ملاحظة: تشير الأعلام إلى المنتخب الوطني على النحو المحدد في قواعد الأهلية للفيفا. قد يحمل اللاعبون أكثر من جنسية واحدة غير تابعة للفيفا.
| الرقم | البلد                    | المركز | اللاعب               |
| ----- | ------------------------ | ------ | -------------------- |
| 2     | الإمارات العربية المتحدة | مدافع  | محمد المازمي U23     |
| 3     | الإمارات العربية المتحدة | مدافع  | غوستافو أليماو       |
| 8     | البوسنة والهرسك          | مدافع  | سمير ميميشيفيتش      |
| 6     | الإمارات العربية المتحدة | وسط    | حسين مهدي            |
| 7     | الإمارات العربية المتحدة | مهاجم  | علي مبخوت            |
| 8     | هولندا                   | وسط    | ليروي فير            |
| 9     | الإمارات العربية المتحدة | وسط    | أحمد جشك             |
| 11    | إيطاليا                  | مهاجم  | مانولو غابياديني     |
| 12    | الإمارات العربية المتحدة | حارس   | أحمد شامبيه          |
| 13    | الإمارات العربية المتحدة | مدافع  | عبد الله عباس U23    |
| 15    | الإمارات العربية المتحدة | مدافع  | يوسف العامري         |
| 16    | إيران                    | حارس   | سروش نصراللهي بری    |
| 17    | هولندا                   | وسط    | مروان أزرقان U23     |
| 19    | البرازيل                 | مدافع  | فيليب موتا           |
| 22    | الإمارات العربية المتحدة | مدافع  | غلاوبر سيكويرا       |
| 23    | الإمارات العربية المتحدة | مدافع  | مايد الطنيجي U23     |
| 24    | الإمارات العربية المتحدة | وسط    | عبد العزيز داوود U23 |
| 25    | الإمارات العربية المتحدة | حارس   | عمر أحمد U23         |
| 26    | بلجيكا                   | وسط    | عثمان بوسعيد         |

| الرقم | البلد                    | المركز | اللاعب                                    |
| ----- | ------------------------ | ------ | ----------------------------------------- |
| 28    | ساحل العاج               | مهاجم  | عبد الله توريه                            |
| 30    | الإمارات العربية المتحدة | حارس   | محمد النجار U23                           |
| 31    | رومانيا                  | مدافع  | كوستين امزور U23 (معار من دينامو بوخارست) |
| 32    | الإمارات العربية المتحدة | مدافع  | راشد عيسى U23                             |
| 38    | السنغال                  | وسط    | موسى ندياي                                |
| 39    | غانا                     | وسط    | إيفانس أمباتو U23                         |
| 40    | الإمارات العربية المتحدة | حارس   | عبد الله التميمي                          |
| 41    | سلطنة عمان               | مهاجم  | ناصر أحمد U23                             |
| 49    | المغرب                   | وسط    | عادل تاعرابت                              |
| 60    | الإمارات العربية المتحدة | وسط    | أحمد رائد U21                             |
| 70    | الإمارات العربية المتحدة | مدافع  | راشد محمد                                 |
| 71    | أستراليا                 | مهاجم  | محمد السعدي U21                           |
| 75    | السودان                  | وسط    | زيد أسامه U21                             |
| 77    | الإمارات العربية المتحدة | مدافع  | أحمد البلوشي U23                          |
| 80    | اليمن                    | مهاجم  | سالم السومحي U23                          |
| 87    | الإمارات العربية المتحدة | حارس   | عبد العزيز العلي U23                      |
| 88    | الإمارات العربية المتحدة | وسط    | علي عبد العزيز U23                        |
| 94    | الإمارات العربية المتحدة | وسط    | جونينيو                                   |

### لاعببن غير مسجلين
ملاحظة: تشير الأعلام إلى المنتخب الوطني على النحو المحدد في قواعد الأهلية للفيفا. قد يحمل اللاعبون أكثر من جنسية واحدة غير تابعة للفيفا.
| الرقم | البلد                    | المركز | اللاعب            |
| ----- | ------------------------ | ------ | ----------------- |
| 10    | البرتغال                 | وسط    | لوري ميدييروس     |
| 16    | إيران                    | حارس   | سروش نصراللهي بری |
| ---   | الإمارات العربية المتحدة | وسط    | جاسم يعقوب        |

| الرقم | البلد                    | المركز | اللاعب      |
| ----- | ------------------------ | ------ | ----------- |
| --    | الإمارات العربية المتحدة | مدافع  | سعيد سويدان |

### المعارون
ملاحظة: تشير الأعلام إلى المنتخب الوطني على النحو المحدد في قواعد الأهلية للفيفا. قد يحمل اللاعبون أكثر من جنسية واحدة غير تابعة للفيفا.
| الرقم | البلد    | المركز | اللاعب                              |
| ----- | -------- | ------ | ----------------------------------- |
| 20    | كولومبيا | وسط    | كيفن أغوديلو (معار إلى نادي الوحدة) |

## أفضل من مر من اللاعبين
- 🇦🇪 اسماعيل جرمن
- خالد إسماعيل
- عبد الرحمن محمد
- سالم بوشنين
- محمد علي (كوجاك)
- ثابت سهيل
- حسن سهيل
- محمد إسحاق (حمدون)
- عوض مبارك
- رجب عبد الرحمن
- أحمد خورشيد
- جميل أحمد
- عبد الكريم خماس
- محمد الكوس
- عبد الله الجفالي
- أحمد إسحاق
- سالم ربيع
- صلاح جلال
- علي مال الله
- مبارك مال الله
- هاشم عبيد
- أحمد عتيق
- إسماعيل نصيب
- محمد عمر

## أفضل من مر من اللاعبين الأجانب
- فرهاد مجيدي
- خداداد عزيزي
- آرش برهاني
- كريم باقري
- سروش نصراللهي بری
- مهرزاد معدنجي
- رضا عنايتي
- إيمان مبعلي
- محمد نصرتي
- فالدير
- دينيلسون
- روجر
- كارلوس تينوريو
- إسماعيل بانغورا
- اندريس جوجليل منبيترو
- فيصل الإدريسي
- علي بو صابون
- هشام الزروالي
- نيناد يستروفيتش
- جان لويس مونتيرو
- اندورانس ايداهور
- ايزي غودوين
- لوكا توني
- مارك بريشيانو
- ليوناردو ليما
- أمارا دياني

## روابط خارجية
- الموقع الرسمي لنادي النصر الرياضي